# Pseudocraterellus alutaceus
Pseudocraterellus alutaceus é uma espécie de fungo pertencente à família Cantharellaceae.